# 凡爾登戰役 (1792年)
凡爾登戰役爆發於1792年8月20日，為一場法國革命軍與普魯士軍隊之間的衝突。普魯士最終獲得勝利。